# علي العطيش
علي حسن أحمد العطيش (1 يناير 1964

) سياسي بحريني. عضو مجلس النواب منذ 2014.

## السيرة
ولد العطيش في قرية جد حفص في 1 يناير 1964. حصل على شهادة الثانوية العامة القسم الأدبي عام 1982.
عمل موظف بوزارة المالية والاقتصاد الوطني من 1984 إلى 1997. ثم عمل مدير شركة علاقات عامة ودعاية وإعلان من 1997.
في انتخابات مجلس النواب لعام 2014 فاز بمقعد الدائرة السادسة في محافظة العاصمة في جولة الإعادة بعدما جمع 1280 صوت ما نسبته 69.30%.